# Jonathan Papelbon
Jonathan Robert Papelbon (ur. 23 listopada 1980) – amerykański baseballista, który występował na pozycji miotacza (relief pitchera).

## College
Papelbon studiował na Mississippi State University, gdzie w latach 2001–2003 grał w drużynie uniwersyteckiej Mississippi State Bulldogs. W ciągu trzech lat występów jako closer zanotował bilans W-L 9–6, uzyskał wskaźnik ERA 2,89 i zaliczył 13 save'ów. W czerwcu 2002 został wybrany w 40. rundzie draftu przez Oakland Athletics, jednak nie podpisał kontraktu z organizacją tego klubu.

## Major League Baseball

### Boston Red Sox

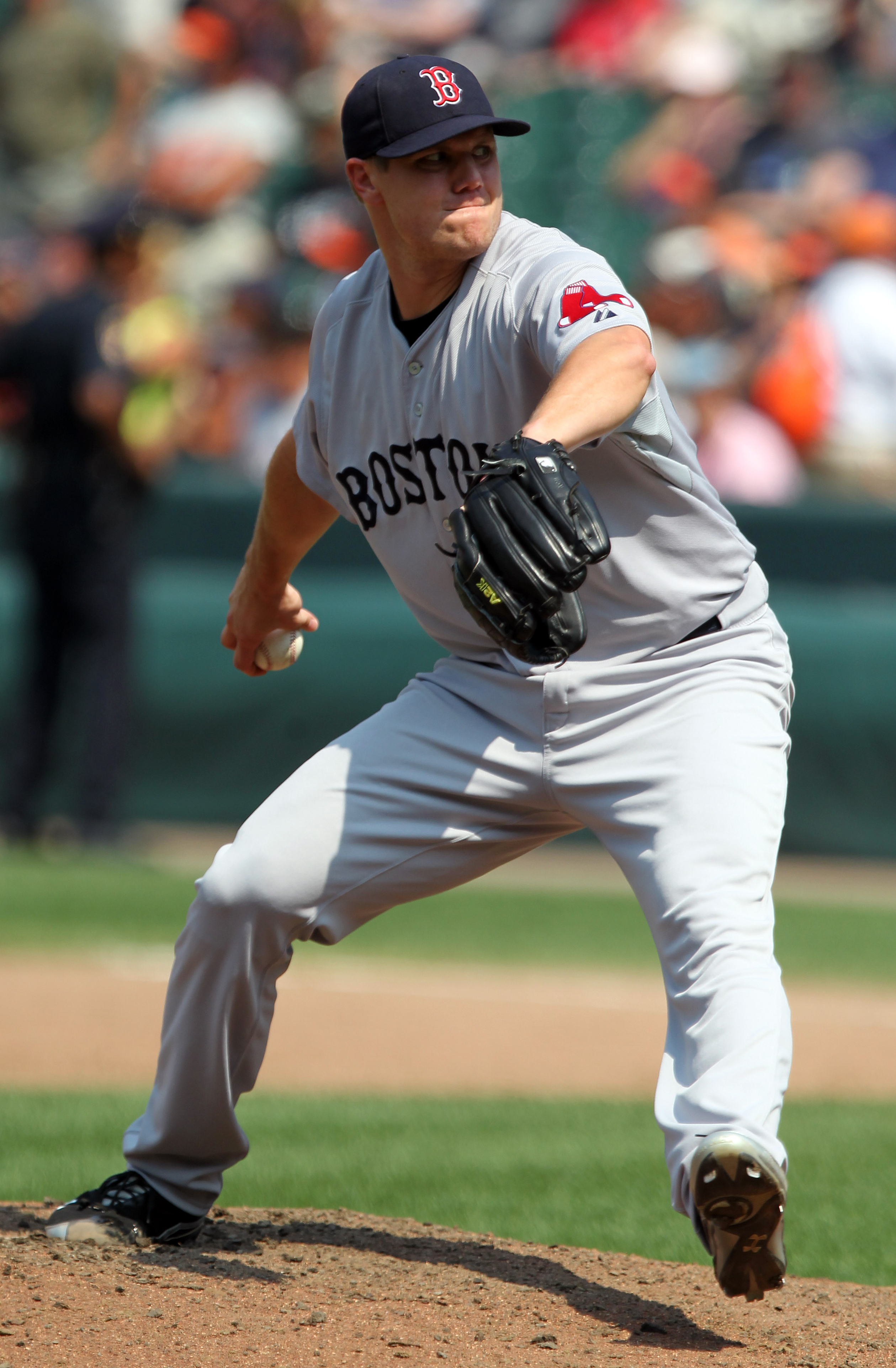
Jonathan Papelbon jako zawodnik Boston Red Sox.

Po ukończeniu studiów, w czerwcu 2003 został wybrany w czwartej rundzie draftu przez Boston Red Sox i początkowo grał w klubach farmerskich tego zespołu, między innymi w Pawtucket Red Sox, reprezentującym poziom Triple-A. W Major League Baseball zadebiutował 23 lipca 2005 w meczu przeciwko Minnesota Twins jako starter. 12 września 2005 w spotkaniu z Tampa Bay Rays zanotował pierwsze zwycięstwo w MLB.
29 kwietnia 2006 w meczu z Tampa Bay Rays ustanowił rekord MLB zaliczając pierwszych 10 save'ów w karierze w kwietniu. W tym samym roku po raz pierwszy został powołany do AL All-Star Team, a w głosowaniu na najlepszego debiutanta w American League zajął 2. miejsce za Justinem Verlanderem z Detroit Tigers. W 2007 zagrał w trzech meczach World Series, w których Red Sox pokonali Colorado Rockies 4–0; Papelbone zaliczył 3 save'y w tym save w decydującym o mistrzostwie meczu numer 4.
13 lipca 2007 w meczu z Baltimore Orioles zanotował 100. save w MLB, zaś 1 lipca 2009 również w spotkaniu z Orioles pobił rekord klubowy należący do Boba Stanleya, zawodnika Red Sox w latach 1977–1989, zaliczając 133 save'a. 7 czerwca 2011 w spotkaniu z New York Yankees osiągnął pułap 200 save'ów w MLB. 30 października 2011 został wolnym agentem.

### Philadelphia Phillies
W listopadzie 2011 podpisał czteroletni kontrakt wart 50 milionów dolarów z Philadelphia Phillies. W barwach nowego zespołu zadebiutował 5 kwietnia 2012 w meczu przeciwko Pittsburgh Pirates, w którym zaliczył save'a i perfect inning. 10 czerwca 2014 w spotkaniu z San Diego Padres zanotował 300. save w MLB jako 26. reliever w historii.
1 września 2014 w meczu z Atlanta Braves był jednym z czterech miotaczy, obok Cole'a Hamelsa, Jake'a Diekmana i Kena Gilesa, którzy rozegrali no-hittera. 13 maja 2015 w spotkaniu z Pittsburgh Pirates jako zawodnik Phillies zaliczył 113 save'a i ustanowił rekord klubowy pod tym względem.

### Washington Nationals
28 lipca 2015 w ramach wymiany zawodników przeszedł do Washington Nationals. Po przyjściu do zespołu Marka Melancona pod koniec lipca 2016, Papelbon stracił pozycję pierwszego closera. W sierpniu 2016 Papelbon został zwolniony z kontraktu na własną prośbę.

## Nagrody i wyróżnienia
| Nagroda/wyróżnienie            | Lata                               | Źródło |
| 6× All-Star                    | 2006, 2007, 2008, 2009, 2012, 2015 | [ 2 ]  |
| Zwycięzca w World Series       | 2007                               | [ 8 ]  |
| Delivery Man of the Year Award | 2007                               | [ 19 ] |
| Babe Ruth Award                | 2007                               | [ 20 ] |